# Wittmannsdorf-Bückchen
Wittmannsdorf-Bückchen ist ein Ortsteil der Gemeinde Märkische Heide in Brandenburg. Er besteht aus den Ortschaften Wittmannsdorf und Bückchen. Von 1973 bis 2003 war Wittmannsdorf-Bückchen eine selbstständige Gemeinde.

## Geographie
Wittmannsdorf-Bückchen grenzt südöstlich an Wiese, nordöstlich liegt Kossenblatt an der Grenze, nordwestlich liegen Plattkow und Pretschen. Südwestlich liegt Gröditsch und im Süden ist Groß Leuthen.

## Bevölkerungsentwicklung
| Jahr      | 2016 | 2017 | 2018 | 2019 | 2020 | 2021 |
| --------- | ---- | ---- | ---- | ---- | ---- | ---- |
| Einwohner | 299  | 305  | 306  | 308  | 302  | 303  |
| Weiblich  | 149  | 152  | 152  | 154  | 153  | 150  |
| Männlich  | 150  | 153  | 154  | 154  | 149  | 153  |
| Tode      | 5    | 9    | 7    | 7    | 8    | 11   |
| Geburten  | 5    | 5    | 4    | 5    | 2    | 2    |

## Kultur und Sehenswürdigkeiten
- Die Dorfkirche Wittmannsdorf stammt im Kern wohl aus dem 15. Jahrhundert, ist aber durch den neogotischen Umbau von 1889 überformt. Es handelt sich um eine Saalkirche mit eingezogenem Westturm aus Feldstein.[3]
- Pfarrhaus mit Wirtschaftsgebäude
- Siedlung Bronzezeit, Rast- und Werkplatz Mesolithikum
- Kirche deutsches Mittelalter, Dorfkern deutsches Mittelalter, Kirche Neuzeit, Dorfkern Neuzeit, Friedhof deutsches Mittelalter, Friedhof Neuzeit.
- Gräberfeld Bronzezeit

## Gemeinschaften, Vereine und Firmen
- Heimatverein Wittmannsdorf-Bückchen
- SV Eintracht Wittmannsdorf e.V.
- Traktorfreunde Wittmannsdorf
- Freiwillige Feuerwehr Wittmannsdorf-Bückchen
- Agrargenossenschaft Wittmannsdorf eG
- Motorgeräte Scherbatzki
- Jump Up
- J&F Fotografie[1]